# Чаплиці (Валецький повіт)
Чаплиці (пол. Czaplice) — село в Польщі, у гміні Члопа Валецького повіту Західнопоморського воєводства.
У 1975-1998 роках село належало до Пільського воєводства.